# Maycllyn Carreiro
Maycllyn Max Carreiro Ribeiro (Morrinhos, 18 de Março de 1991) é um Advogado e político brasileiro, filiado ao Partido Liberal. Foi vereador por Morrinhos   e Deputado Estadual por Goiás. É o atual prefeito da cidade de Morrinhos, eleito através de sufrágio universal para o mandato de 2025-2028.

## Trajetória Política
Maycllyn Carreiro despertou a vocação política no movimento estudantil, ainda quando cursava bacharelado em Direito na PUC-GO. Aos 21 anos se filiou no PDT, partido que disputou sua primeira eleição, em 2012, ao cargo de vereador na cidade de Morrinhos, embora tenha recebido uma votação expressiva não foi eleito, ficando como suplente.
Em 2015, após concluir o curso de Direito e ter sido aprovado no exame da OAB, Maycllyn Carreiro assumiu o comando do PRTB em Morrinhos para disputar as eleições no ano seguinte. Carreiro foi eleito o vereador mais jovem da história da cidade de Morrinhos, aos 25 anos, tendo recebido 506 votos (1,96% dos votos válidos).
No Legislativo morrinhense ocupou a presidência da principal comissão permanente da Casa, a Comissão de Constituição, Justiça e redação e se destacou pela atuação combativa e em defesa dos direitos dos cidadãos.
Em 2018, foi eleito para suplência de deputado estadual em Goiás com 9.303 votos (0,60% dos votos válidos) e assumiu o mandato na Assembleia Legislativa de Goiás por 121 dias, substituindo a licença por motivo de saúde do Deputado Estadual Júlio Pina.
Em 2022, disputou novamente uma vaga na Assembleia Legislativa de Goiás, obteve 14.219 votos e alcançou a suplência do PRTB.
Em 2024, disputou pela primeira vez a prefeitura de Morrinhos, obteve 9.481 votos e foi eleito o Prefeito mais novo da história de Morrinhos. A eleição de Maycllyn entrou para a história política de Morrinhos por ser a mais acirrada de todos os tempos, derrotou o ex-prefeito Rogério Troncoso e o então prefeito Joaquim Guilherme,  com a diferença de 49 votos do segundo colocado.